# Joseph Chabran
Joseph Chabran (Cavalhon, 21 de juny de 1763 - Avinyó, 5 de febrer de 1843) fou un general francès. Fou nomenat capità al departament francès de les Boques del Roine el 1792. Amb aquest grau començà la primera campanya d'Itàlia. Es distingí a la batalla de Lodi amb el general André Masséna.
Amb Masséna marxà a l'exèrcit d'Helvetia, on fou nomenat general de divisió per les seves accions. Lluità en la segona campanya d'Itàlia a les ordres de Napoleó Bonaparte. Poc després de la seva participació en la batalla de Marengo, rebé el càrrec de governador militar al Piemont.
El 1808 fou destinat a Catalunya. A les ordres de Duhesme, prengué part en la segona batalla del Bruc lluitant contra resistents com Antoni Franch i Estalella. Atacà Tarragona, el 9 de juny s'enfrontà als revoltats que volien impedir el pas de la seva columna per L'Arboç els feu fugir, saquejant la vila a continuació. Prengué part a la batalla de Molins de Rei. Finalment, fou nomenat governador militar de Barcelona entre el 1809 i el 1810.
Tornat a França, feu costat als Borbons. El 1814 fou nomenat comte de Chabran. Entre 1824 i 1830 fou l'alcalde del seu poble natal, Cavalhon. El 1830 es retirà a Avinyó de la Valclusa, on morí el 1843 amb 79 anys. El seu nom està gravat al costat sud de l'Arc de Triomf de París.